# Eugène Albert
Eugène Albert (26 april 1816 - 11 mei 1890) was een maker van blaasinstrumenten uit Brussel in België,  vooral bekend om zijn klarinetten. Eugène Albert en zijn zoons, Jean-Baptiste (1845–99), Jacques (1849–1918), en E.J. Albert,  maakten klarinetten tot het einde van de Eerste Wereldoorlog. Het type klarinet dat zij maakten is bekend als het Albert-systeem. Klarinetten volgens dit systeem waren vrij populair. Tegenwoordig worden, met uitzondering van landen in Midden-Europa, klarinetten met dit systeem niet meer algemeen gebruikt.